# 이용혁
이용혁(李鎔赫, 1996년 8월 3일 ~ )는 대한민국의 축구 선수로, 포지션은 센터백이다. 현 김포 FC 소속이다.

## 클럽 경력
이용혁은 삼척정라초등학교, 주문진중학교, 강릉중앙고등학교, 전주기전대학을 거쳤다.
2018년, K3리그 소속의 화성 FC에 입단하였다. 화성에 입단한 이후 주전 센터백으로 자리매김하였다. 2019년 FA컵에서는 3부리그 팀인 화성을 준결승까지 끌어올리는 데에 공헌했다.
K리그1 2020시즌을 앞두고 수원 삼성 블루윙즈에 입단하였다. 

2021 시즌을 앞두고 K3리그의 천안시 축구단에 입단했다.
2022 시즌을 앞두고 부천 FC 1995에 입단했다.